# Soufiane El Bakkali
Soufiane El Bakkali (Fez, 7 de janeiro de 1996) é um atleta marroquino, bicampeão olímpico e bicampeão mundial dos 3000 metros com obstáculos.
Depois de participações no Campeonato Africano de Atletismo e no Campeonato Mundial de Cross-Country, ainda como atleta júnior, estreou em Olimpíadas na Rio 2016, onde ficou em quarto lugar marcando seu melhor tempo pessoal, 8:14.3. No ano seguinte, no Mundial de Londres 2017, ganhou a medalha de prata e em Doha 2019 a medalha de bronze, acumulando duas medalhas em campeonatos mundiais. No Meeting de Mônaco, etapa do circuito anual da Diamond League de 2018, Soufiane havia conquistado seu melhor tempo, 7:58.15, um dos poucos atletas a correr abaixo dos 8:00 nesta prova.
Tornou-se campeão olímpico em Tóquio 2020, com um tempo de 8:08.90, pondo fim a um domínio do Quênia nos 3000 c/ obstáculos que vinha ininterruptamente desde Los Angeles 1984. Em Eugene 2022, disputando pela terceira vez o Campeonato Mundial de Atletismo, sagrou-se finalmente campeão mundial da prova. Conquistou uma segunda medalha de ouro mundial em Budapeste 2023.
Ganhou uma segunda medalha de ouro em Paris 2024, vencendo a prova em 8:06:05.